# Монтеренціо
Монтеренціо (італ. Monterenzio) — муніципалітет в Італії, у регіоні Емілія-Романья,  метрополійне місто Болонья.
Монтеренціо розташоване на відстані близько 290 км на північ від Рима, 19 км на південь від Болоньї.

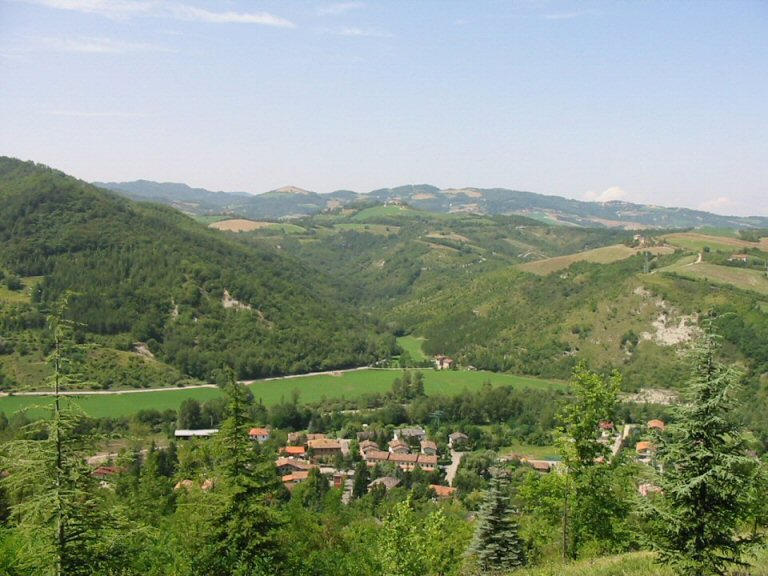

Населення — 6028 осіб (2014).

## Демографія
Населення за роками:

Станом на 1 січня 2023 року в муніципалітеті офіційно проживало 810 іноземців з 55 країн, серед них 394 громадяни країн Євросоюзу та 52 громадяни України.

## Сусідні муніципалітети
- Казальфьюманезе
- Кастель-дель-Ріо
- Кастель-Сан-П'єтро-Терме
- Фіренцуола
- Лояно
- Монгідоро
- Оццано-делл'Емілія
- П'яноро